# Josu Juaristi Abaunz
Josu Juaristi Abaunz (Azkoitia, 4 març de 1964) és un periodista i polític basc. Fou diputat del Parlament Europeu de 2014 a 2018 en representació de la candidatura Els Pobles Decideixen.

## Feina periodística
Josu Juaristi va obtenir la llicenciatura en periodisme per la Universitat del País Basc el 1989. És també diplomat en Integració Europea per la UPV (1996).
Va treballar com a redactor de cultura a EiTB entre 1986 i 1990. Posteriorment, fou redactor de cultura i temes internacionals al diari  Egin  (1990-1998), editor del suplement mensual "Europa" del mateix diari (1997-1998) i, després del tancament de la publicació, responsable de l'àrea d'Internacional de Gara (1999-2004), director del diari (2004-2011) i des de 2011 editor del dominical Gara 7K.
Interessat especialment en la política internacional, el 1992 va cobrir l'escissió de Txecoslovàquia i el 1993, la  guerra de Bòsnia i Hercegovina. Des de 1996, Juaristi s'ha especialitzat en informació sobre la Unió Europea, fet que el va portar a cobrir plenaris, jornades, cimeres o conferències del Parlament i del Consell Europeu en nombroses ocasions. El 2004 va visitar Estònia, Letònia, Lituània, Polònia, República Txeca, Eslovàquia, Hongria i Eslovènia durant la cobertura per a Gara de la major ampliació fins aleshores de la Unió Europea.

## Activitat política
El 2014 fou escollit cap de llista per EH Bildu a les  eleccions europees d'aquell any. Després de la creació de la coalició Els Pobles Decideixen, Juaristi va ocupar-ne el primer lloc, obtenint l'acta d'eurodiputat gràcies als 326.464 vots (2,08%) que la candidatura va obtenir a tot l'estat. Juaristi es va integrar al Grup de l'Esquerra Unitària Europea/Esquerra Verda Nòrdica (GUE/NGL). Al Parlament Europeu fou membre de la Comissió de Medi Ambient, Salut Pública i Seguretat Alimentària i de la Delegació per a les Relacions amb els Estats Units, i suplent de la Comissió de Desenvolupament Regional. En virtut dels acords de la seva coalició, va cedir el càrrec el febrer de 2018 a la candidata del  BNG Ana Miranda Paz.